# 巴比倫之獅坦克
巴比倫之獅（阿拉伯语：‎）是伊拉克復興黨政府於1980年代晚期計畫在伊拉克本土生產T-72主戰坦克的坦克代號。計畫中，巴比倫之獅坦克將由靠近塔吉的一間工廠負責組裝。這個計畫顯示了薩達姆·海珊政權在國內自行生產坦克的企圖，並成為了西方國家於兩伊戰爭期間對伊拉克實行軍用車輛禁運的原因之一。然而，目前仍不清楚該計畫究竟完成了多少坦克。
巴比倫之獅坦克得名自巴比倫之獅，它是古巴比倫統治權力的象徵。在伊拉克軍隊內服役的T-72主戰坦克有時也會被誤稱為巴比倫之獅，然而兩者事實上並不相同；在伊拉克服役的T-72坦克多半進口自蘇聯及波蘭等地，而巴比倫之獅則專指伊拉克自行生產的T-72坦克。

## 生產歷史
1986年時，一間西德公司在塔吉建立工廠，用以生產軍事用途的鋼。伊拉克政府隨後要求這間工廠替伊拉克軍隊改裝現役的蘇聯坦克，其中包括T-54/55坦克、T-62坦克，以及數百輛兩伊戰爭初期自波蘭和蘇聯進口的T-72坦克。1980年代晚期，伊拉克政府改變計畫，決定在塔吉自行生產新型的T-72M1坦克。計畫中，這些坦克的零組件將會由波蘭國營企業布馬－拉邦蒂公司提供，並在塔吉由伊拉克自行組裝。組裝作業自1989年開始，伊拉克政府將這些半國產的T-72坦克命名為Asad Babil坦克（也就是巴比倫之獅坦克）。然而，根據波蘭官員的說法，沒有任何一輛T-72M1坦克組裝完成，雖然1988年的伊拉克軍武展中，伊拉克展示了一輛宣稱是國產的T-72M坦克。伊拉克官員則表示T-72坦克的本土組裝計畫如期於1989年在塔吉展開。然而，伊拉克的國防高層卻普遍認為依賴他國進口組裝坦克所需的零組件相當不明智；相反的，他們大力提倡完全由伊拉克自行生產的國產戰車。1991年，位於塔吉的組裝工廠遭空襲摧毀。當時布馬－拉邦蒂公司正在替該工廠進行升級作業。
1990年8月，在入侵科威特後，聯合國對伊拉克實施了武器禁運。這導致巴比倫之獅坦克以及其他在伊拉克兵工廠內的坦克得不到組裝所需的零件，大大減低了這些坦克的完成度。至於自1989年伊拉克開始自行組裝坦克，到聯合國實施禁運的這段期間內，究竟有多少巴比倫之獅坦克組裝出來，目前仍不清楚。

## 細節
大體上而言，巴比倫之獅坦克和其以為基礎的T-72M1坦克幾乎沒有差別。巴比倫之獅坦克的正面和後方裝甲上裝有附加裝甲，用以抵擋反戰車高爆彈的射擊。美軍的軍事情報單位相信部分的巴比倫之獅坦克配有比利時製的熱像儀。同樣的情報來源更指出巴比倫之獅坦克的履帶對沙塵和泥土的保護要比蘇聯原產的T-72坦克來的好，這是因為伊拉克的坦克減少了阻尼器的數量。有些巴比倫之獅坦克更裝備了中國製的電子光學干擾設備。次要武裝方面，不同的巴比倫之獅坦克可能裝備了NSV重機槍或是DShK 12.7毫米機槍，而所有的坦克皆裝備了一挺PKT通用機槍作為同軸武器。

### 裝甲

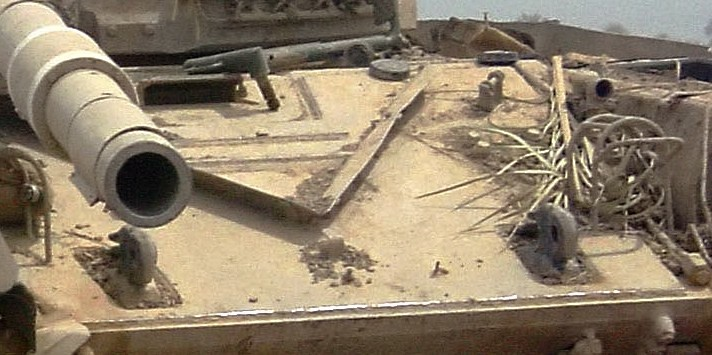
圖中顯示了T-72坦克的首上裝甲焊接著一塊附加裝甲。這可以從拖曳勾和駕駛艙門周圍的長方狀區域觀察出來。

巴比倫之獅坦克的主要裝甲與T-72M1坦克是一樣的，並沒有任何升級改裝。該型坦克的側面裝甲有60毫米厚，砲塔側面裝甲為300毫米厚，無傾斜的後方裝甲則僅有45毫米。
儘管比起同時期的主力戰車，巴比倫之獅坦克的裝甲防護略顯不足，但該坦克的砲塔以及首上裝甲上卻額外增掛了許多增強型的附加裝甲，而這些外加的裝甲似乎對錐形裝藥的穿甲彈擁有特別優異的防護力，例如拖式飛彈及地獄火飛彈等。曾有報告指出這些伊拉克的T-72坦克成功擋下上述武器的近距離射擊。然而，這種令人出乎意料的生存率和防護力也有可能是多數巴比倫之獅坦克上裝備的電子光學干擾設備的反制所致，而不是附加裝甲的效果。
證據顯示2003年時，在伊拉克馬赫穆迪亞的交戰中，至少有一輛巴比倫之獅坦克在美軍M1艾布拉姆斯主战坦克主炮的直接射擊下存活下來。M1艾布拉姆斯主战坦克在近距離以口徑120毫米的高爆破甲弹射擊巴比倫之獅坦克的炮塔，卻沒有將之摧毀。有些巴比倫之獅坦克很可能裝有自波蘭T-72M1坦克的備用套件中取得的反應裝甲。
另一項裝甲升級元件很可能也在位於塔吉的工廠中安裝到巴比倫之獅坦克上。一塊厚達30毫米的裝甲板焊接至該型坦克的車體和炮塔正面區域，其中保留了與裝甲板大小相同的間隙，如此一來反戰車高爆彈的穿透力便會由裝甲板中間的空隙吸收，進而保護坦克的安全。這種安裝技術基本上與安裝間隙裝甲無異，雖然正規的間隙裝甲會擁有更優秀的防護力。伊拉克的坦克工程師在1989年時，以繳獲的伊朗酋長式戰車的120毫米主炮對這種新式的裝甲進行試驗，很顯然獲得了一些成功的結果。

## 戰鬥表現
巴比倫之獅坦克於1991年的波斯灣戰爭以及2003年的伊拉克戰爭期間皆服役於伊拉克軍隊中。一如伊拉克軍隊所擁有的其他戰車，巴比倫之獅坦克是以裝甲自走炮的角色部署於戰場，而不是機動作戰的主力。在實際戰鬥中，巴比倫之獅坦克的性能表現很明顯劣於美軍主力戰車和裝甲戰鬥車輛。舉例而言，M1主力戰車所發射的貧鈾尾翼穩定脫殼穿甲彈可以輕易的在3,000公尺的距離外擊毀巴比倫之獅坦克，而伊拉克軍隊使用的鎢芯125毫米穿甲彈卻僅有1,800公尺的有效射程。
巴比倫之獅坦克在近距離作戰時更為有效，尤其是處於備戰狀態時。然而，即使在這些條件下，巴比倫之獅坦克依然不是美軍M1戰車的對手，這在沙漠風暴行動期間的諾福克戰役中獲得了充分的證明。

### 波斯灣戰爭
伊拉克陸軍裝甲部隊的主力武裝為69式坦克，僅有共和衛隊以及陸軍「薩拉丁師」裝備了伊拉克改造的T-72坦克。因此，巴比倫之獅坦克與美軍戰車的交戰僅出現於上述單位參與的戰鬥中。
波斯灣戰爭期間，在塔吉生產組裝的T-72坦克大約落後了西方國家的主力戰車20年。正式紀錄中，僅有一輛M1艾布蘭戰車在交戰期間受到巴比倫之獅坦克擊中炮塔三次並造成足夠傷害，因而必須拖回修理。另外根據官方報告，有六輛M1A1戰車遭巴比倫之獅坦克的主炮直接擊中，但卻沒有造成多少損傷。根據紀錄，在波斯灣戰爭期間，巴比倫之獅坦克至少擊毀了兩輛M2布雷德利裝甲車，並對其他裝甲車造成了損害，而這些交戰紀錄皆發生於1991年2月26日。

### 2003年伊拉克戰爭

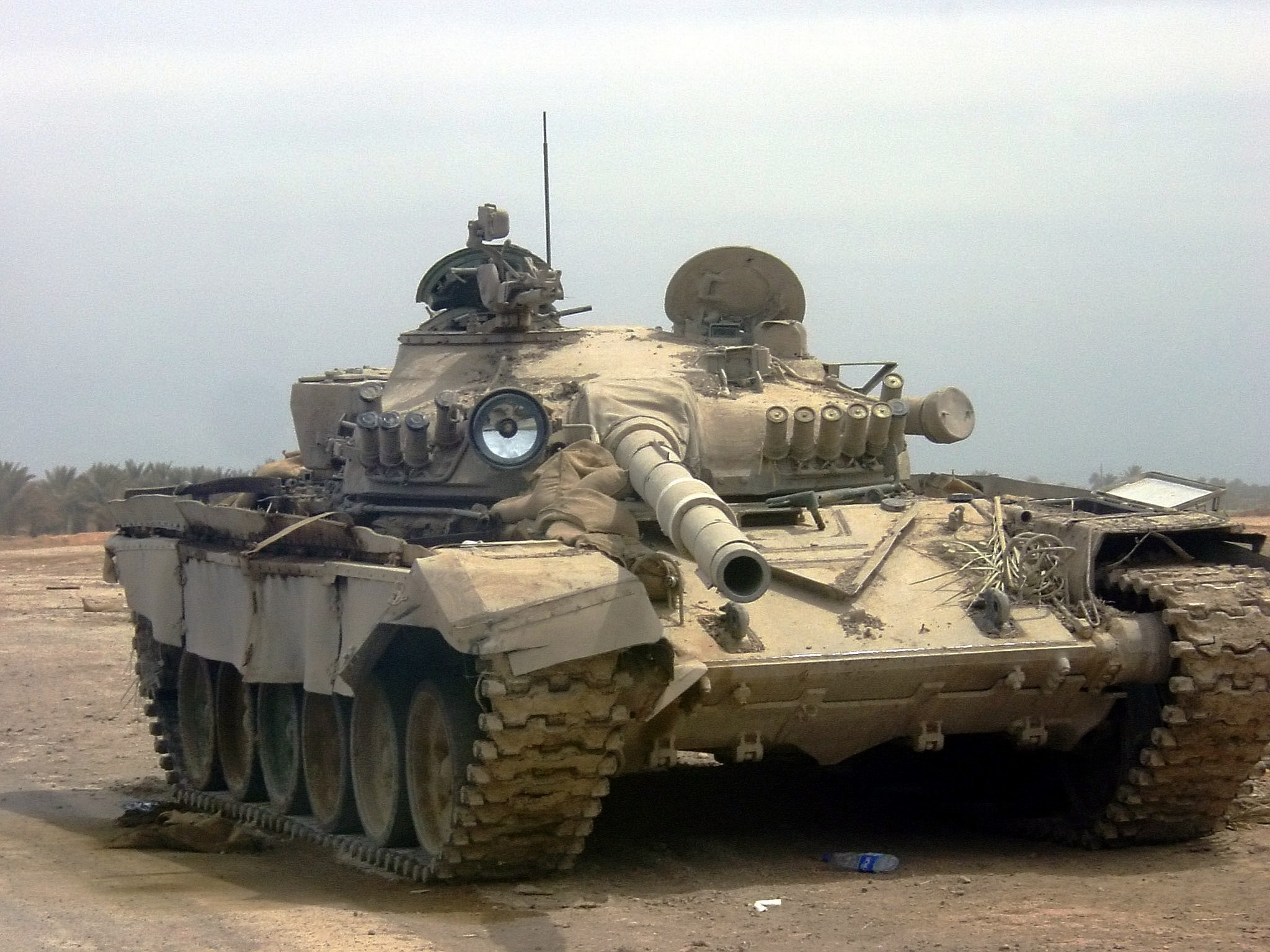
在美軍入侵巴格達後廢棄的巴比倫之獅坦克。

2003年伊拉克戰爭期間，伊拉克共和國衛隊的巴比倫之獅坦克（大多隸屬於第2麥地那裝甲師）部署於巴格達週邊，以求保衛復興黨政權的最後希望。
2003年4月，美軍戰車從僅50碼外的距離對巴比倫之獅坦克進行射擊，並以毫髮無傷的成績擊毀了7輛伊拉克坦克。如此的交戰成績顯示了伊拉克戰車炮手的射擊技術十分拙劣，部分是因為伊拉克坦克普遍缺乏現代夜視儀和測距儀等設備。在這時期的巴比倫之獅坦克更顯過時。從波斯灣戰爭到伊拉克戰爭的這段期間，伊拉克是否有對巴比倫之獅坦克進行任何升級，目前仍沒有定論。不過，在伊拉克裝甲部隊企圖於巴格達機場突擊美軍的一次戰鬥中，巴比倫之獅坦克所使用的125毫米穿甲彈依然嚴重毀損了一輛M2布雷德利裝甲車。

## 命運
最後數輛有戰鬥能力的巴比倫之獅坦克在美軍攻佔伊拉克首都的戰鬥中摧毀，或是在巴格達陷落後遺棄；其中有部分坦克一炮未發就由乘組員自行廢棄。部分遺棄的坦克經美國陸軍的廢棄物處理隊運回美國本土作為射擊標靶。
薩達姆·海珊政權垮台兩年後，新建立的伊拉克聯邦政府自匈牙利取得了數十輛整修過的T-72M1坦克，並以這些坦克為基礎建立新的裝甲旅。這支新的伊拉克裝甲部隊的總部設於塔吉，以便就近使用巴比倫之獅坦克的後勤維修設施。一些未摧毀而依然堪用的巴比倫之獅坦克仍用作訓練，而伊拉克陸軍官兵對巴比倫之獅坦克的操作經驗正是伊拉克政府選擇匈牙利T-72M1坦克的原因。

## 資料來源
1. ↑  Steven J. Zaloga & Peter Sarson (1993), p. 24
2. 1 2  "Baath Ground Forces Equipment" （页面存档备份，存于）, globalsecurity.org, The Russian T-72M1 Main Battle Tank (MBT) was modified with additional armor in the front and rear to protect against HEAT projectiles.
3. 1 2 3 4  Timmerman, Kenneth R, "Chapter 16: The Gang's All Here", The Death Lobby: How the West Armed Iraq （页面存档备份，存于）, ISBN 978-0-395-59305-9
4. 1 2  ТАНКИ ИРАКСКОЙ АРМИИ [Iraqi Army Tanks] （页面存档备份，存于）. otvaga2004.narod.ru (in Russian).
5. 1 2 3 4  Zaloga, Steven J. (2009).
6. ↑  Zaloga & Sarson (1993) p. 38
7. ↑  Atkinson, p.443
8. ↑  John Pike.
9. ↑  JED website （页面存档备份，存于） (available by free subscription)[self-published source?
10. ↑  Zaloga & Sarson, T-72... p.22
11. ↑  "T72 Tank" （页面存档备份，存于）. fas.org.
12. ↑  Gollaher, Capt.
13. ↑  Atkinson, p. 444, cites another case of a TOW bouncing off a T-72 and hitting the turret of another tank
14. ↑  Brig.
15. ↑  Dispatches From Iraq （页面存档备份，存于）; "To ensure complete catastrophic destruction of the second tank, Private First Class Davis fired a second Javelin, causing even more explosions on the second tank.
16. ↑  Conroy & Martz, p. 9
17. ↑  Baumgardner, Neil; 654 words.
18. ↑  "ТАНКИ ИРАКСКОЙ АРМИИ" [Iraqi Army Tanks] （页面存档备份，存于）. otvaga2004.narod.ru (in Russian).
19. ↑  Scales, page 298: "The Iraqi plan was to kill the American tanks on the ridge with dug-in T-72s and then drive the survivors back into the wadi and finish them off with artillery.
20. ↑  Scales, page 261
21. ↑  Scales, page 269: "As TF 1-37th Armor crossed over the ridge into the heart of the Iraqi defensive zone, the Iraqi commander's carefully disposed rear-slope defense stripped Dyer's tanks of their range advantage.
22. ↑  Scales, page 270: "After the war they (TF 1-37th) returned to count the burned-out hulks of 76 T-72s, 84 BMPs, 3 air defense artillery pieces, 8 howitzers, 6 command vehicles, 2 engineer vehicles, and myriad of trucks."
23. 1 2  Atkinson, pp. 428-433
24. ↑  Zaloga & Sarson, T-72... p.38
25. ↑  However, the tank endured a US Army's Armament Munitions and Chemical Command test.
26. ↑  AMCCT test
27. ↑  Fahey, Dan: Collateral Damage.
28. ↑  Scales, p. 273
29. ↑  Zucchino, page 3
30. ↑  Conroy & Mars, p. 158
31. ↑  Scales, page 268: "The Iraqi gunners were poor marksmen and their green tracer sabots hit nothing."
32. ↑  Fontenot, Degen and Thon, p. 306
33. ↑  John Pike (2003-04-05).
34. ↑  Jewell, Sgt.

## 延伸閱讀
- The Death Lobby: How the West armed Iraq （页面存档备份，存于） by Ken Timmerman
- Yazīd Ṣāyigh, Markaz Dirāsāt al-Waḥdah al-ʻArabīyah: Arab military industry: capability, performance, and impact. Brassey's, 1992. ISBN 0-08-041777-9